# うつのみや八郎
うつのみや八郎（うつのみや はちろう：1973年（昭和48年）12月8日 - ）は、日本の元・お笑い芸人。愛媛県出身。本名、宇都宮 圭介（うつのみや けいすけ）。

## 人物・経歴
- 身長160センチ。体重55キロ。
- 以前は、「首都高ヴィーナス」（当時の相方は、現・『スーパースター』メンバーのドラマチック貞）、「東京ゴブリン」（当時の相方は、現在西口プロレス所属の超能力少年ダイジ）というコンビを組んでいた。
- かつては、うつ八郎という名で西口プロレスに参加しており、他のレスラーとは違い、これといった必殺技・得意技はもっていなかった。ちなみに西口でのキャッチコピーは「一生新人」。体力の限界を理由に引退した。また、ウツカッチンという名でリングアナをしていた時期もあった。
- 歴史的なアトピー性皮膚炎を自称しており、それをネタにすることも多い。その他にも物真似が得意であり、レパートリーは石橋貴明、島田紳助、エキサイトバイクなど。
- 特定の家を持っておらず、ホームレス芸人と言われていた。本人曰く「芸でメシを食えるとは思っていない」。かつて相方だったダイジには「メチャクチャの人生を送っている」と言われている。
- 東京ゴブリン時代、ピンでカンニングの恋愛中毒の1コーナー「相方面接」に出演した際、今まであまりメディアへの出演がなかったことから、司会の竹山に「今までどこに隠れていらしたんですか」と言われてしまった。
- 2008年（平成20年）に公開された映画「ホームレスが中学生」（城定秀夫監督）で初主演を果たす。この映画の主題歌も自ら歌っている。
- GyaOで放送されていたサキっちょギリギリに出演した際、「Gyaoジョッキーにずっと出たかった」を発言。しかし過去にも1回出演しており、司会のジャイアント小馬場に突っ込まれた。
- 毎年誕生日に単独ライブを行っているが毎回ことごとく失敗し、居島一平には不味いラーメンでおなじみの彦龍とかけて「ライブじゃなくて彦龍だ。」と言われる。
- 2008年（平成20年）、自己破産をしたとライブで発言するも反省の色なし、2009年（平成21年）には、また多重債務を重ねる。
- オーバーな独特なリアクションをする為、よく「昭和」と言われる。
- 芸人になったきっかけは、大学生の時、学園祭で開かれたお笑い大会に出場し優勝し、MCを担当していたあさりどに「面白かったよ」と褒められ、その気になってしまったため。本人曰く「それが勘違いの始まりだった」とのこと。
- 2010年（平成22年）5月、芸人を廃業し愛媛の実家へ戻り、介護士をしていたが、退職した。[いつ?][要出典]
- 2020年（令和2年）から松山市のものまねショーパブで滑り芸を武器に日々奮闘している。[要出典]ものまねレパートリーは加山雄三、藤岡弘、石橋貴明、関根勤、他。

## 出演

### テレビ番組
- アイドリング!!!（年上人生相談コーナー相談者）（フジテレビ）
- カンニングの恋愛中毒（GyaO）
- サキっちょギリギリ!?（GyaO）
- バカ世界一決定戦!~西口プロレス・ザ・ワールド~（GyaO）
- 女人禁制Z会リポート（CS日テレ）
- ハイエナのチョメチョメナイト（ネットTV）

### ラジオ番組
- 西口プロレスのニュースの林（？ - 2008年頃）※ レギュラー出演。

### 映画
- ホームレスが中学生（2008年） - 主演・須崎勝 役　※ 初主演